# Nederländernas annektering av tyskt territorium

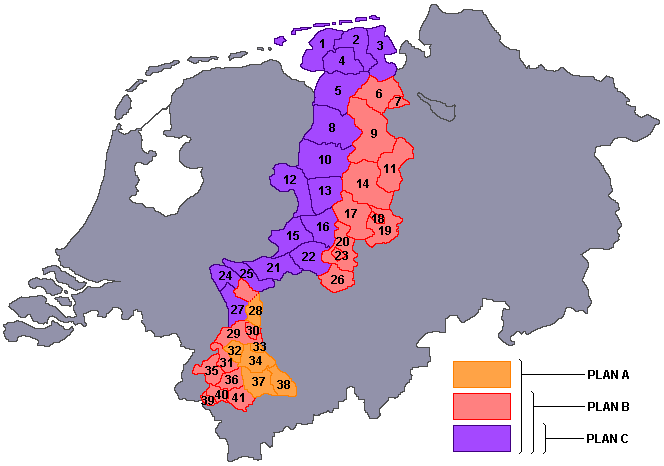
Planer för annektering.

Nederländernas regering ville efter andra världskriget annektera delar av Tyskland som krigsskadestånd.
De hade i oktober 1945 begärt 25 miljarder gulden, men enligt Jaltakonferensen skulle inga skadestånd betalas ut kontant. Därför ville Nederländerna i stället ha tyskt territorium från delstaterna Niedersachsen och Nordrhein-Westfalen, enligt en plan som kom att kallas Bakker-Schut-planen. Den mest utförliga versionen av planen skulle ha omfattat de tyska städerna Köln, Aachen, Münster och Osnabrück, och utöka Nederländernas area med 50 %. Denna plan fick inget stöd från övriga västallierade, och till slut annekterade Nederländerna ett område om 69 kvadratkilometer. Västtyskland köpte år 1963 tillbaka större delen av territoriet (utom ett litet område om 3 kvadratkilometer) för 280 miljoner D-Mark.